# ناتانیل پی بنکس
ناتانیل پرنتیس بنکس (Nathaniel Prentice/Prentiss Banks)‏‏ (۳۰ ژانویه ۱۸۱۶–۱ سپتامبر ۱۸۹۴)، سیاستمدار آمریکایی و از ژنرال‌های ارتش اتحادیه طی جنگ داخلی آمریکا از ماساچوست بود.
بنکس که کارگری در کارخانه نساجی را در پس‌زمینه خود داشت، در جوامع مناظرات محلی برجسته بود و مهارت‌های سخنرانی‌اش توسط حزب دموکرات مورد توجه واقع شدند. با این حال دیدگاه‌های انحلال‌گرایانه‌اش او را برای پیداش حزب جمهوری‌خواه مناسب ساخت و بدین طریق سخنگوی خانه نمایندگان ایالات متحده و فرماندار ماساچوست در دهه ۱۸۵۰ میلادی شد. او که همیشه یک سیاستمدار متلون المزاج بود (که به همین دلیل توسط معاصرین خویش مورد انتقاد واقع شد)، اولین سیاستمدار حرفه‌ای (بدون تجارت یا سایر منافع دیگر) بود که به عنوان فرماندار ماساچوست خدمت نمود.
طی در گرفتن جنگ داخلی، رئیس‌جمهور لینکلن، بنکس را بعنوان یکی از اولین سرلشگران «سیاسی» بر کادر ارتش «نقطه غربی» گماشت، منصبی که در ابتدا در آن کسوت درآمد اما بعد بر روی اداره جنگ اثرگذار شد. بنکس بعد از تحمل دنباله‌ای از عقب‌نشینی‌های ننگین در رودخانهٔ درهٔ شناندوا و انداختن آن در دستان استونوال جکسن، بنجامین باتلر را در نیواورلئان به عنوان فرماندار اداره خلیج جانشینی کرده و متهم به اداره لوئیزیانا و بدست آوردن کنترل رودخانه میسیسیپی شد. او نتوانست سایمن گرنت را در ویکسبرگ تجدید قوا کرده و محاصره بندر هادسون را به خوبی مدیریت نکرده و تنها پس از سقوط ویکسبورگ بود که آنجا را محاصره کرد. سپس اردوی رودخانه سرخ را برپا کرده و در تلاش برای اشغال لوئیزیانای شمالی و تگزاس شرقی شکست خورده و موجب شد که سریعاً احضار شود. بنکس اغلب به دلیل شکست اردوهای مورد انتقاد واقع شد، بخصوص در وظایفی که از نظر تاکتیکی همچون شناسایی‌ها اهمیت داشتند. همچنین بنکس در اولین تلاش‌ها در جهت بازسازی در لوئیزیانا نیز نقش کلیدی داشت، تلاش‌هایی که لینکلن آن‌ها را به عنوان مدلی برای چنین فعالیت‌هایی در آینده در نظر داشت.
بنکس بعد از جنگ به صحنه سیاسی ماساچوست بازگشت و در کنگره خدمت نمود، جاییکه از مانیفست سرنوشت حمایت کرد، بر قانونگذاری خرید آلاسکا مؤثر بود و از حق رأی زنان نیز حمایت کرد. او در سال‌های آخر روش لیبرالتری را اقتباس کرد و قبل از این که از کاهش قوای ذهنیش رنج برد به عنوان مارشال ایالات متحده برای ماساچوست خدمت کرد.

## اوان زندگی

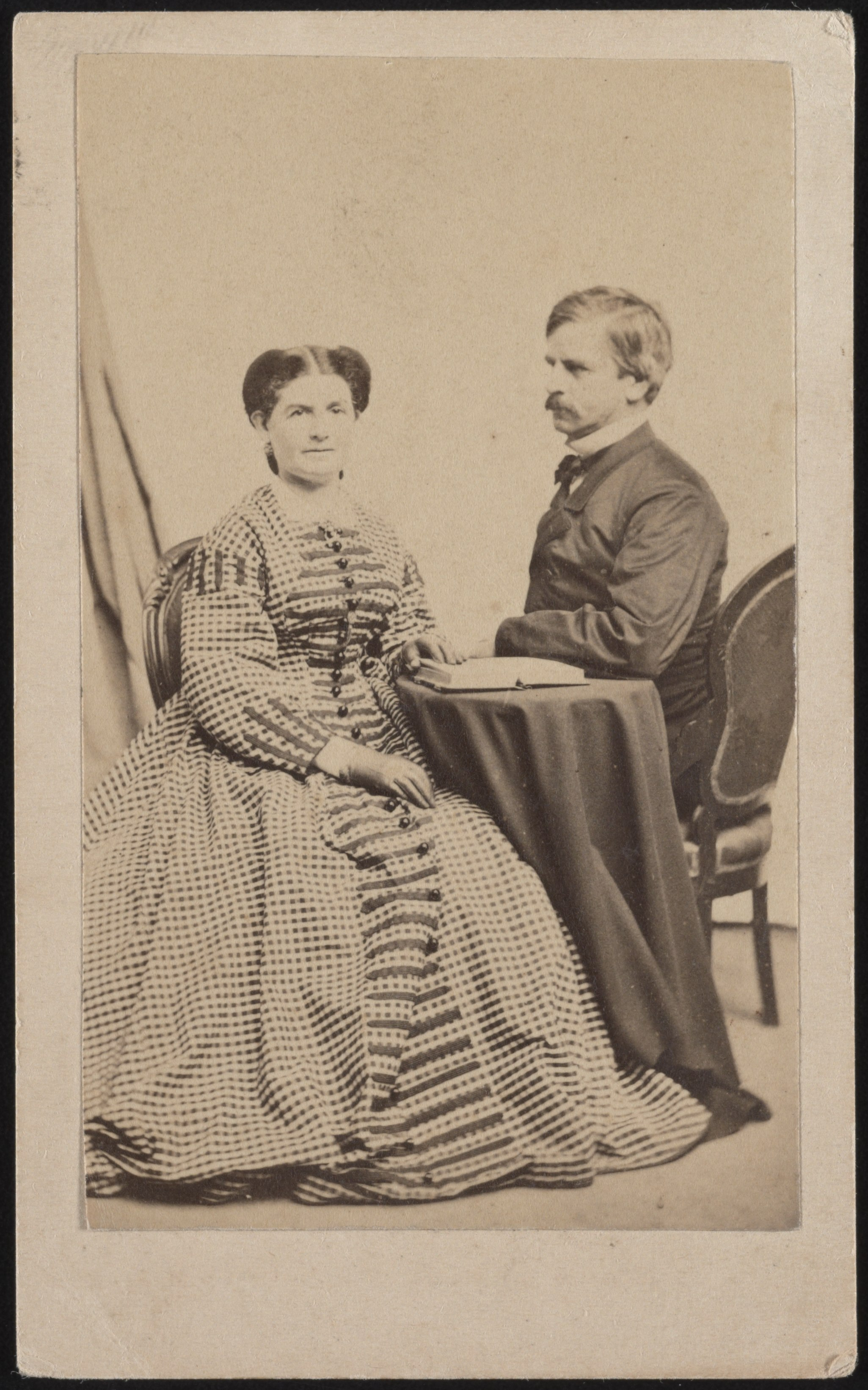
سرلشکر ناتانیل پرنتیس بنکس از ستاد کل، هنگ پیاده نظام داوطلبان ایالات متحده با لباس فرم، به همراه همسرش مری تئودوسیا پالمر بنکس که یک کتاب باز در دست دارد - هنری اف. وارن

ناتانیل پرنتیس بنکس در والتهام ماساچوست بدنیا آمد، او اولین فرزند ناتانیل پی. بنکس سنیور و ربکا گرینوود بنکس بود که در ۳۰ ژانویه ۱۸۱۶ میلادی بدنیا آمد. پدر او در کارخانه نساجی شرکت کارخانجات بوستون کار می‌کرد و در نهایت سرکارگر شد. بنکس تا سن چهارده سالگی به مدارس محلی رفت و در آنجا بود که نیازهای اقتصادی خانواده‌اش او را مجبور ساخت تا شغلی را در کارخانه نساجی دست و پا کند. او به عنوان پسر ماسوره شروع به کار کرد که مسئول جایگزینی ماسوره‌های خالی با ماسوره‌های پر از نخ بود که در کارخانجات والتهام و لول کار می‌کرد. به دلیل این نقش او به «بنکس، پسر ماسوره‌ای» معروف شد، لقبی که تا آخر عمر آن را یدک کشید. او زمانی به عنوان مکانیک کنار الیاس هاو کارآموزی کرد، الیاس هاو از خویشاوندان او بود که اولین ثبت اختراع را برای ماشین دوزندگی با طراحی کوک‌زنجیری را به نام خود صورت داد.
بنکس که متوجه ارزش تحصیلات شده بود به مطالعه ادامه داد و برخی مواقع هنگام فراغت تا بوستون پیاده‌روی کرده تا از کتابخانه آنتنیوم بازدید کند. او در درس‌هایی که توسط شرکت در آن زمان تأمین مالی می‌شد همچون دنیل وبستر و سایر سخنرانان شرکت می‌کرد. او باشگاه مناظره‌ای با سایر کارگران کارخانه تشکیل داد تا مهارت‌های سخنرانیشان را ارتقاء داده و به کنشگری پرداخت. او درگیر جنبش اعتدالگرایی شد؛ در رویدادهایش به سخنرانی پرداخت که موجب جلب توجهات رهبران حزب دموکرات به او شد و از او خواستند تا در رویدادهای اردو انتخابات ۱۸۴۰ میلادی سخنرانی کند. او با تقلید از یکی از اعضای کنگره به نام رابرت رنتول جونیور که او هم شروع فروتنانه‌ای داشت، مهارت‌های سخنوری و سیاسی خود را تقویت نمود. ظاهر، صدا و استعداد خوبش برای ارائه همگی جزو مزایایی بودند که وی از آنها برای کسب مزیت در سپهر سیاسی استفاده کرد و عامداً به دنبال ارائه خود به عنوان شخصی بود که ریشه‌های آریستوکراتیک قوی تری در مقایسه با سابقه کارگریش دارد.
موفقیت بنکس به عنوان سخنگو او را متقاعد ساخت که از کارخانه خارج شود. او در ابتدا به عنوان ویرایشگر برای روزنامه‌های سیاسی کوتاه-عمر کار کرد؛ پس از این که این روزنامه‌ها شکست خوردند برای کرسی در قانونگذاری ایالتی در ۱۸۴۴ میلادی اقدام کرد اما شکست خورد. سپس برای شغلی نزد رانتول درخواستی را ارسال کرده و نتیجتاً گردآورنده بندرگاه بوستون شد که موقعیتی سرپرست‌گونه بود. بنکس این شغل را تا زمانی که تغییرات سیاسی او را در ۱۸۴۹ میلادی مجبور به خروج از آن کرد حفظ نموده و به او امنیت کافی برای ازدواج با «مری تئودوسیا پالمر»، از کارکنان سابق کارخانه که برای مدتی با او عشق‌ورزی می‌نمود را اعطاء کرد. بنکس در ۱۸۴۷ میلادی برای قانونگذاری ایالتی اقدام کرد ولی ناموفق بود.

## ارجاعات
1. ↑  Many short biographical summaries spell his middle name "Prentiss." He is known to have spelled it "Prentice".
2. ↑  Hogarty, p. 29
3. ↑  Hollandsworth, p. 3
4. ↑  Hollandsworth, p. 4
5. ↑  Harrington, p. 3
6. ↑  Rosenberg, p. 41
7. ↑  Hollandsworth, pp. 5–8
8. ↑  Harrington, p. 4
9. ↑  Hollandsworth, pp. 8–9
10. ↑  Harrington, p. 8
11. ↑  Banks, R.H. , pp. 9–25
12. ↑  Hollandsworth, p. 10